# Grand Prix WMRA 2005
Navigation
2004 2006
Le Grand Prix WMRA 2005 est la septième édition du Grand Prix WMRA, compétition internationale de courses en montagne organisée par l'association mondiale de course en montagne.

## Règlement
Le barème de points est identique à l'année précédente. Le calcul est identique dans les catégories féminines et masculines. Le score final cumule les 4 meilleures performances de la saison. Pour être classé, un athlète doit participer à au moins deux épreuves.
| Classement | 1er | 2e | 3e | 4e | 5e | 6e | 7e | 8e | 9e | 10e | 11e | 12e | 13e | 14e | 15e | 16e | 17e | 18e | 19e | 20e | 21e | 22e | 33e | 24e | 25e | 26e | 27e | 28e | 29e | 30e |
| ---------- | --- | -- | -- | -- | -- | -- | -- | -- | -- | --- | --- | --- | --- | --- | --- | --- | --- | --- | --- | --- | --- | --- | --- | --- | --- | --- | --- | --- | --- | --- |
| Points     | 100 | 80 | 60 | 50 | 45 | 40 | 36 | 32 | 29 | 26  | 24  | 22  | 20  | 18  | 16  | 15  | 14  | 13  | 12  | 11  | 10  | 9   | 8   | 7   | 6   | 5   | 4   | 3   | 2   | 1   |

## Programme
Le calendrier se compose de six courses.
| Nom de la course                  | Distance               | Dénivelé                            | Pays      | Date            |
| --------------------------------- | ---------------------- | ----------------------------------- | --------- | --------------- |
| Course de montagne Terlan-Mölten  | 9,2 km                 | +1 050 m                            | Italie    | 8 mai 2005      |
| Course du Rocher de Gibraltar     | 11,8 km () / 8,2 km () | +730 m/-240 m                       | Gibraltar | 29 mai 2005     |
| Trofeo Montagne Olimpiche         | 12,6 km () / 8,4 km () | +/-765 m () / +/-510 m ()           | Italie    | 31 juillet 2005 |
| Course de Schlickeralm            | 11,2 km                | +1 270 m                            | Autriche  | 7 août 2005     |
| Challenge Stellina                | 14,4 km () / 8,1 km () | +1 630 m () / +820 m ()             | Italie    | 21 août 2005    |
| Course de montagne du Brandenkopf | 11,9 km () / 9,5 km () | +710 m/-620 m () / +550 m/-460 m () | Allemagne | 8 octobre 2005  |

## Résultats

### Hommes
Jonathan Wyatt commence la saison sur les chapeaux de roue. Il remporte la victoire à la course de montagne Terlan-Mölten avec plus de deux minutes trente d'avance sur le Tchèque Robert Krupička. Emanuele Manzi complète le podium juste devant Marco Gaiardo. La seconde manche se déroule à Gibraltar sur le célèbre Rocher. L'Espagnol Vicente Capitán remporte une victoire surprise devant le multiple champion du monde Marco De Gasperi. Robert Krupička termine troisième,. Marco De Gasperi mène la course du Trofeo Montagne Olimpiche de bout en bout avec Marco Gaiardo sur ses talons. Antonio Molinari renoue avec le podium après sa contre-performance à Meltina. Le Néo-Zélandais s'impose à Schlickeralm devant le surprenant Australien Ben du Bois. Antonio Molinari décroche la troisième marche du podium devant Robert Krupička et Vicente Capitán,. Wyatt poursuit sur sa lancée en remportant également la victoire au Challenge Stellina. Il devance Antonio Molinari de plus d'une minute trente. Marco Gaiardo complète le podium. La finale du Grand Prix, la course de montagne du Brandenkopf, fait également office de championnats d'Allemagne de course en montagne. Vicente Capitán décroche sa deuxième victoire de la saison devant Robert Krupička et Marco Gaiardo. L'Allemand Helmut Schiessl termine cinquième et décroche le titre national. Bien qu'il soit absent de la finale, Jonathan Wyatt remporte son cinquième Grand Prix grâce à ses trois victoires. Vicente Capitán se classe deuxième et Robert Krupička troisième.
| Course                            | Vainqueur        | Deuxième         | Troisième        |
| --------------------------------- | ---------------- | ---------------- | ---------------- |
| Course de montagne Terlan-Mölten  | Jonathan Wyatt   | Robert Krupička  | Emanuele Manzi   |
| Course du Rocher de Gibraltar     | Vicente Capitán  | Marco De Gasperi | Robert Krupička  |
| Trofeo Montagne Olimpiche         | Marco De Gasperi | Marco Gaiardo    | Antonio Molinari |
| Course de Schlickeralm            | Jonathan Wyatt   | Ben du Bois      | Antonio Molinari |
| Challenge Stellina                | Jonathan Wyatt   | Antonio Molinari | Marco Gaiardo    |
| Course de montagne du Brandenkopf | Vicente Capitán  | Robert Krupička  | Marco Gaiardo    |

### Femmes
La Polonaise Izabela Zatorska s'impose à Meltina en battant l'Italienne Antonella Confortola. Izabela remporte facilement la victoire à la course du Rocher de Gibraltar. Elle devance l'Italienne Elisa Desco et l'Allemande Stefanie Buss. Vittoria Salvini s'impose au Trofeo Montagne Olimpiche. La jeune Mateja Kosovelj décroche la deuxième place devant Elisa Desco. La Tchèque Anna Pichrtová domine la course de Schlickeralm et s'impose avec près de cinq minutes sur sa compatriote Iva Milesová Le podium est complété par la Polonaise Irena Czuta-Pakosz. Le Challenge Stellina voit les Italiennes Vittoria Salvini et Pierangela Baronchelli se livrer à un véritable duel. Vittoria l'emporte pour 38 secondes. Vittoria continue sa série de victoires en remportant la finale à Brandenkopf. Elle s'impose devant Izabela Zatorska qui remporte toutefois le Grand Prix en ayant participé à quatre courses. L'Allemande Stefanie Buss parvient à suivre leur rythme pour terminer sur la troisième marche du podium. Elle remporte ainsi son quatrième titre national.
| Course                            | Vainqueur        | Deuxième               | Troisième                |
| --------------------------------- | ---------------- | ---------------------- | ------------------------ |
| Course de montagne Terlan-Mölten  | Izabela Zatorska | Antonella Confortola   | Maribel Martínez Rentero |
| Course du Rocher de Gibraltar     | Izabela Zatorska | Elisa Desco            | Stefanie Buss            |
| Trofeo Montagne Olimpiche         | Vittoria Salvini | Mateja Kosovelj        | Elisa Desco              |
| Course de Schlickeralm            | Anna Pichrtová   | Iva Milesová           | Irena Pakosz             |
| Challenge Stellina                | Vittoria Salvini | Pierangela Baronchelli | Mary Wilkinson           |
| Course de montagne du Brandenkopf | Vittoria Salvini | Izabela Zatorska       | Stefanie Buss            |

## Classements
| Rang          | Nom              | Course 1 | Course 2 | Course 3 | Course 4 | Course 5 | Course 6 | Points |
| ------------- | ---------------- | -------- | -------- | -------- | -------- | -------- | -------- | ------ |
| Médaille d'or | Jonathan Wyatt   | 100      |          |          | 100      | 100      |          | 300    |
| 2             | Vicente Capitán  |          | 100      | 40       | 45       |          | 100      | 285    |
| 3             | Robert Krupička  | 80       | 60       | 29       | 50       |          | 80       | 270    |
| 4             | Marco Gaiardo    | 50       | 36       | 80       |          | 60       | 60       | 250    |
| 5             | Antonio Molinari | 36       |          | 60       | 60       | 80       |          | 236    |
| 6             | Emanuele Manzi   | 60       | 40       | 45       |          |          | 45       | 190    |

| Rang          | Nom                    | Course 1 | Course 2 | Course 3 | Course 4 | Course 5 | Course 6 | Points |
| ------------- | ---------------------- | -------- | -------- | -------- | -------- | -------- | -------- | ------ |
| Médaille d'or | Izabela Zatorska       | 100      | 100      |          |          | 45       | 80       | 325    |
| 2             | Vittoria Salvini       |          |          | 100      |          | 100      | 100      | 300    |
| 3             | Elisa Desco            | 45       | 80       | 60       |          |          | 40       | 225    |
| 4             | Antonella Confortola   | 80       |          |          |          | 50       |          | 130    |
| 5             | Pierangela Baronchelli |          |          | 45       |          | 80       |          | 125    |
| 6             | Stefanie Buss          |          | 60       |          |          |          | 60       | 120    |